# Ministerio de Relaciones Exteriores (Panamá)
El Ministerio de Relaciones Exteriores de Panamá es la entidad encargada de dirigir y coordinar la política exterior y las relaciones diplomáticas de Panamá, trabaja en coordinación con los embajadores y cónsules panameños con acreditación en distintos países y organismos internacionales. Igualmente, coordina, atiende y trata con las embajadas acreditadas ante el Estado panameño en Ciudad de Panamá, con los consulados extranjeros acreditados en diversas ciudades del territorio panameño y con aquellos organismos internacionales que tienen sede o representación en Panamá. 
Su titular es designado y puede ser libremente removido por el Presidente de la República y hace parte del consejo de ministros.  El ministerio es conocido coloquialmente como Cancillería y funciona en el Palacio Bolívar, en Ciudad de Panamá.
El actual ministro de Relaciones Exteriores o Canciller es Javier Eduardo Martínez-Acha Vásquez desde el 1 de julio de 2024.

## Historia del Ministerio
El Ministerio de Relaciones Exteriores fue creado el 4 de noviembre de 1903 con el Decreto Ejecutivo n.º 3 firmado por el triunvirato de la Junta Provisional de Gobierno de Panamá; el 5 de enero de 1904 se creó mediante el Decreto Ejecutivo n.º 30 la reglamentación y organización de las funciones que este ministerio tendría.
Lista de ministros de Relaciones Exteriores
- Ricardo Arias Feraud (1904-1908)
- Federico Boyd (1911-1912)
- Narciso Garay (1921-1924)
- Ricardo Arias Espinosa (?-?)
- Juan Demóstenes Arosemena (?-?)
- Bernardino González Ruiz (?-?)
- Ignacio Molino de Diego (?-1952)
- José Ramón Guizado (1952-1955)
- Octavio Fábrega López (1955-?)
- Aquilino Boyd (1956-1958, 1976-1977)
- Fernando Eleta Almarán (1964-1968)
- Juan David Morgan (?-?)
- Fernando Cardoze Fábrega (1983-1984)
- José Raúl Mulino (1993-1994)
- Harmodio Arias Cerjack (2003-2004)
- Samuel Lewis Navarro (2004-2009)
- Juan Carlos Varela (2009-2011)
- Roberto Henríquez (2011-?)
- Alejandro Ferrer (2019-2020)
- Erika Mouynes (2020-2022)
- Janaina Tewaney (2022-2024)
- Javier Eduardo Martínez-Acha Vázquez (2024-Actualidad)

## Organización del Ministerio
El ministerio está conformado por:
- Ministerio de Relaciones Exteriores
  - Viceministerio de Relaciones Exteriores
  - Viceministerio de Asuntos Multilaterales y Cooperación
  - Secretaría General
    - Dirección General de Política Exterior
      - Subdirección General de Política Exterior
        - Departamento del Hemisferio Occidental,
        - Departamento de África, Asia y Oceanía
        - Departamento de Europa
        - Departamento Consular

    - Dirección General Relaciones Económicas Internacionales
      - Subdirección General Relaciones Económicas Internacionales
        - Departamento de Relaciones Económicas Bilaterales
        - Departamento de Relaciones Económicas Multilaterales

    - Dirección General de Organismos y Conferencias Internacionales
      - Departamento de Medio Ambiente y Desarrollo Sostenible

    - Dirección General de Protocolo y Ceremonial del Estado
      - Subdirección General de Protocolo y Ceremonial del Estado
        - Departamento de Privilegios e Inmunidades
        - Departamento de Protocolo y Ceremonial Presidencial

    - Dirección General de Cooperación Internacional
      - Subdirección General de Cooperación Internacional

    - Dirección General de Asuntos Jurídicos Internacionales y Tratados
      - Subdirección General de Asuntos Jurídicos Internacionales y Tratados

    - Dirección General de Información y Relaciones Públicas
    - Dirección General de Administración y Finanzas
      - Subdirección de Administración y Finanzas
        - Secretaría de Subdirección de Administración y Finanzas

  - Academia Diplomática Ernesto Castillero Pimentel
  - Oficina Institucional de Recursos Humanos